# Comitato di Rue de Poitiers
Il Comitato di Rue de Poitiers (francese: Comité de la rue de Poitiers), chiamato comunemente Partito dell'Ordine (francese: Parti de l'Ordre), è stato un partito politico francese attivo durante la Seconda Repubblica. I burgravi (da "burgraves", come erano chiamati i membri del partito) rappresentavano la destra politica, sostenendo secondo il loro stesso motto l'ordine pubblico, la difesa della proprietà privata e la religione cattolica.

## Storia

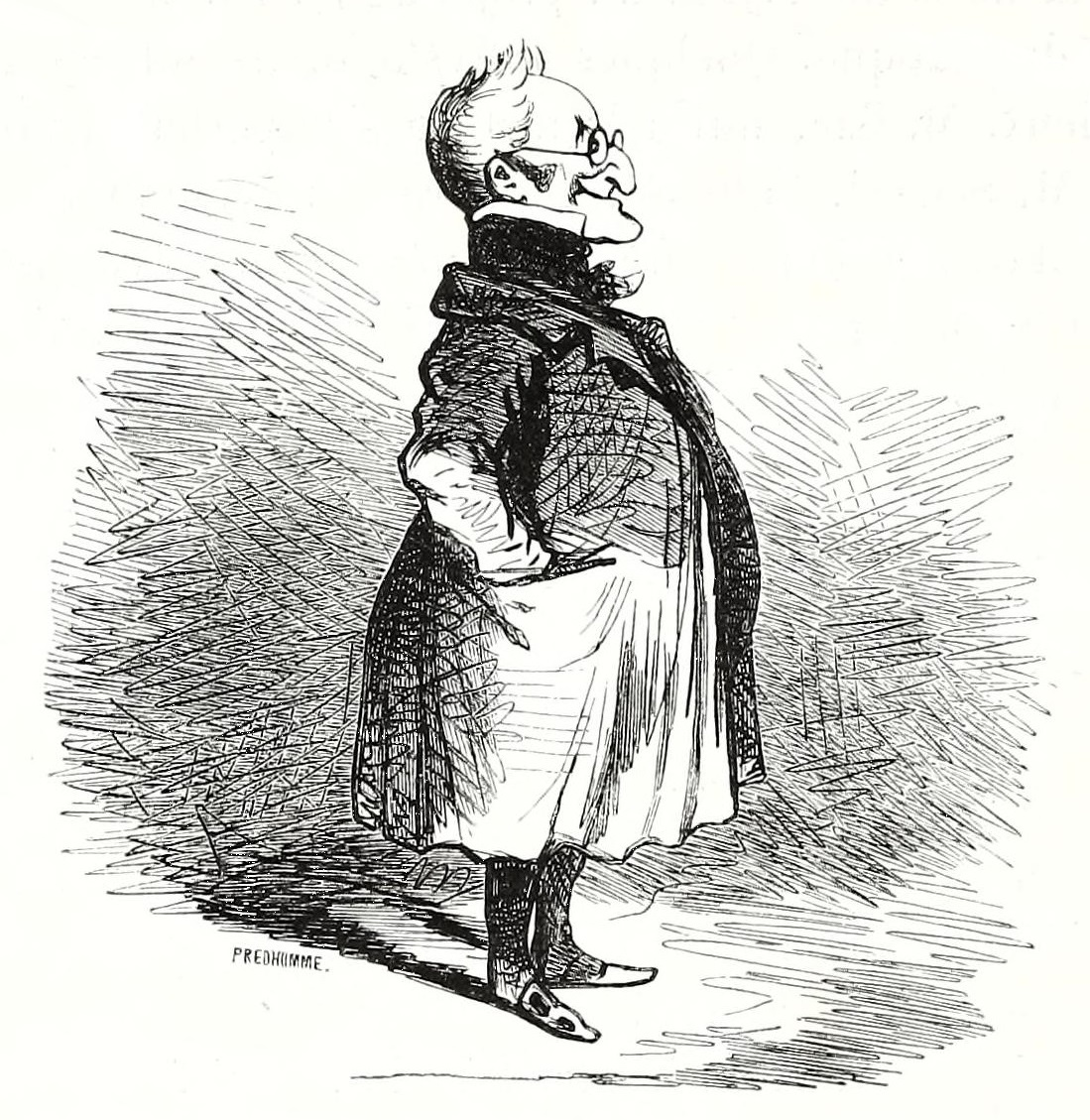
Caricatura di Adolphe Thiers, realizzata da Cham (1850)

Nel 1848, all'indomani della rivoluzione di febbraio, nacque la necessità per gli esponenti della vecchia classe dirigente di unirsi per fronteggiare sia per fronteggiare il nascente sentimento socialista che per annullare le riforme eccessivamente progressiste introdotte dalla Seconda Repubblica.
Grazie all'appoggio della Sorbona, accademicamente allineata con i partiti conservatori, venne organizzata in Rue de Poitiers a Parigi, presso la facoltà di medicina, una sorta di congresso dei vecchi partiti, ovvero sia il centro-sinistra, il centro-destra ed il "Terzo Partito". A questi si aggiunsero i deputati legittimisti, guidati dall'avvocato Pierre-Antoine Berryer, ed alcuni simpatizzanti della causa bonapartista. Sotto la spinta del leader del centro-sinistra Adolphe Thiers e del nobile Louis-Mathieu Molé (entrambi ex-primi ministri dell'abolita monarchia), si formò quindi il Comitato di Rue de Poitiers, presieduto da Achille Baraguey d'Hilliers. I membri di questo comitato, benché tutti monarchici, formavano un gruppo eterogeneo, differendo sulla forma di monarchia da adottare e animati da vecchie antipatie personali. Ad unirli erano l'avversione verso le grandi riforme introdotte dal nuovo stato repubblicano, come il suffragio universale ed il diritto al lavoro.
Il partito risultava quindi diviso in tre differenti sottogruppi:
- orléanisti, come Thiers e Barrot, che pur avendo governato durante la vecchia monarchia e sostenuto i diritti di "Filippo VII", si mostravano disposti ad accettare un regime repubblicano simpatetico verso gli interessi della borghesia;
- legittimisti, come Berryer e Falloux, che intendevano la repubblica come una parentesi provvisoria in vista della restaurazione di "Enrico V";
- bonapartisti, come Fould e Morny, equamente favorevoli ad una repubblica autoritaria o una "Secondo Impero" guidata da Louis-Napoléon Bonaparte ("Napoleone III").

Vi era poi un amalgama di figure intellettuali non associati a nessuna fazione, come il sociologo Alexis de Tocqueville, che aveva come modello una repubblica simile agli Stati Uniti, lo storico Charles de Montalembert, che propugnava un cristianesimo liberale e laico, e lo scrittore Victor Hugo, che temeva il socialismo ed i disordini provocati dall'anarchia post-rivoluzionaria.
Presentatosi alle elezioni costituenti del 24 aprile 1848, il partito dell'Ordine si presenta sotto l'etichetta di "coalizione dei vecchi partiti", ottienendo 1.802.125 di voti e 200 degli 880 seggi all'Assemblea nazionale, divenendo il secondo partito per dimensioni del parlamento. Tuttavia, va notato che i gruppi della nuova Assemblea erano abbastanza fragili, essendo di recente formazione, e non avevano una disciplina interna. Di conseguenza l'influenza del partito dell'Ordine variava a seconda degli spostamenti dei deputati da un gruppo all'altro a seconda della legge in questione o dei sentimenti personali: secondo Agulhon e Aprile, i conservatori erano 250, mentre Huard li divide in 250 orléanisti e 60 legittimisti.
In vista delle elezioni presidenziali del 10 dicembre, Thiers sperò inizialmente di essere selezionato come candidato burgravio, ma si trovò a dover affrontare l'ostilità di chi gli rinfacciava la sua ambiguità durante la rivoluzione di febbraio e i suoi frequenti cambi di bandiera, accettando quindi di desistere in cambio dell'appoggio del partito alle elezioni del 1852. Thiers quindi propose come candidato Louis-Napoléon Bonaparte, figlio del re olandese Luigi I e nipote del celebre Napoleone I, ritenendolo un candidato inesperto e manipolabile per il partito dell'Ordine. Bonaparte non era un membro del partito dell'Ordine, e anzi nell'Assemblea si sedeva solitamente nel gruppo di sinistra, ma grazie alla sua popolarità derivata dalla parentela con l'Imperatore dei francesi, l'appoggio dei conservatori ed uno stile oratorio moderato e poco eloquente, riuscì a vincere le elezioni con una maggioranza schiacciante: 5.587.759 di voti, pari al 74,3% dei votanti.
Con l'elezione di Bonaparte, il partito dell'Ordine vede tuttavia frantumarsi le sue speranze di una presidenza debole, in quanto il nuovo Presidente non è disposto a condividere il suo potere con alcun partito. Inoltre può contare su un certo numero di sostenitori del gruppo conservatore, come Pierre Magne, Charles de Morny e Eugène Rouher, nonché esponenti dell'esercito. Nonostante questa discordia tra Presidente e conservatori, il 20 dicembre 1848 incaricò il burgravio Odilon Barrot di formare un governo conservatore appoggiato da repubblicani moderati. Questo governo venne riformulato il 2 giugno 1849, in seguito al trionfo del partito dell'Ordine nelle elezioni legislative del 14 maggio: i conservatori infatti ottennero 450 dei 705 seggi dell'Assemblea, formando una maggioranza assoluta.
Tuttavia tra i deputati burgravi sedevano anche molti partigiani del Presidente (definito "partito dell'Eliseo"), che sfruttò la situazione per rimpiazzare Barrot con il generale Hautpoul e inserire nel governo ministri a lui fedeli. Con il nuovo governo le politiche del partito dell'Ordine vennero perseguite, come la legge Falloux (15 marzo 1850), che estese l'istruzione obbligatoria e agevolava le scuole cattoliche, e la riforma elettorale che reintroduceva il suffragio censitario (31 maggio 1850). I tentativi del Presidente di estendere la sua autorità sul governo si fecero sempre più evidenti, portando alla nomina di un governo pacificatore guidato da Léon Faucher il 10 aprile 1851.
Ormai in aperto contrasto con la maggioranza parlamentare e temendo una sua mancata rielezione nel 1852, il Presidente Bonaparte decise di agire attraverso vie extra-legali, organizzando un colpo di stato il 2 dicembre 1851. Il colpo di stato sciolse tutte le associazioni politiche e portò all'arresto o alla fuga dei principali leader politici, anche se va notato come Bonaparte perseguitasse di più proprio il partito dell'Ordine, che fu definitivamente stroncato. Alla vigilia della fondazione del Secondo Impero, la maggioranza dei burgravi si trovava in esilio o si era ritirata dalla politica per non riconoscere il nuovo regime, mentre coloro che erano stati vicini al Presidente accettarono di buon grado il "ritorno all'ordine" di Napoleone III, nonché i cattolici memori dell'intervento contro la Repubblica romana del 1849, come Veuillot e Montalembert.

## Risultati elettorali
| Elezione         | Voti      | %    | Seggi     |
| ---------------- | --------- | ---- | --------- |
| Costituente 1848 | 1 802 125 | 23,0 | 200 / 880 |
| Legislative 1849 | 3 310 000 | 50,2 | 450 / 705 |